# Jurka Lepičnik Vodopivec
Jurka Lepičnik Vodopivec
Profesorica pedagogike in psihologije, doktorica pedagogike, redna profesorica in znanstvena svetnica za področje pedagogike, zaposlena na Pedagoški fakulteti Univerze na Primorskem v Kopru.
Avtorica znanstvenih monografij, številnih člankov doma in v tujini, s področja profesionalnega razvoja  in kompetenc vzgojiteljev in učiteljev, okoljsko vzgojo in vzgojo za trajnostno prihodnost, vzgojo za medije, pedagoško komunikacijo, prikriti kurikulum ter subjektivne teorije. Ja vabljena profesorica na tujih univerzah (Olomouc ( Češka) , Pula (Hrvaška), Jagodina in  Užice (Srbija), Budimpešta (Madžarska), Bihač (Bosna in Hercegovina) Štip (Severna Makedonija).
Od leta 2012 do leta 2016 je bila članica Sveta za kakovost in evalvacije Ministrstva za izobraževanje, znanost, kulturo in šport pri Ministrstvu za izobraževanje, znanost in šport.
Kot članica področne strokovne skupine za vrtce pa je tudi soavtorica Bele knjige o vzgoji in izobraževanju v RS (2011). 
Od leta 2015 do 2020 dalje je članica strokovnega Sveta Republike Slovenije za splošno izobraževanje, od leta 2017 do 2020 pa predsednica Komisije za vrtce Strokovnega sveta za splošno izobraževanje. Sedaj je članica Komisije za vrtce Strokovnega sveta za splošno izobraževanje.
Je članica Pomurske akademske znanstvene unije (PAZU).
Je predsednica upravnega odbora Slovenskega društva edukatorjev na področju edukacije (SLODRE) za obdobje 2020-2022.

Nagrade za pedagoško in znanstveno delo
Za svoje pedagoško delo v letu 2013 prejela tudi nagrado Sklada za pedagoško odličnost Univerze na Primorskem za kakovost in predanost pedagoškemu delu ter razvoju novih metod poučevanja.
Leta 2015 je prejela Zlato plaketo Univerze na Primorskem za posebej velik doprinos k razvoju znanstvenega in pedagoškega dela na Univerzi na Primorskem ter za prispevek h krepitvi ugleda in prepoznavnosti Univerz na Primorskem.
V letu 2016 je prejela Priznanje Pedagoškega inštituta in Slovenskega  društva raziskovalcev na področju edukacije (SLODRE) za izjemne dosežke na področju raziskovanja vzgoje in izobraževanja, za obdobje 2011-2015, v okviru katerega je izkazala izjemne rezultate znanstveno-raziskovalne odličnosti ter je pomembno prispevala k promociji raziskovanja vzgoje in izobraževanja tako v širši strokovni javnosti kot v mednarodnem okolju.
V letu 2020 je prejela priznanje Prometej znanosti, za odličnost v komuniciranju, ki jo podeljuje Slovenska znanstvena fundacija.
Leta 2020 je prejela najvišjo državno nagrado za življenjsko delo v vzgoji in izobraževanju.